# ペルーの世界遺産
ペルーの世界遺産 （ペルーのせかいいさん）はユネスコの世界遺産に登録されているペルー国内の文化・自然遺産。
※この項目はウィキプロジェクト 世界遺産に準じて作成されています

## 文化遺産
- クスコ市街 - （1983年）
- チャビンの考古遺跡 - （1985年）
- チャン・チャン遺跡地帯 - （1985年）
- リマ歴史地区（英語版） - （1988年,1991年）
- ナスカとパルパの地上絵 - （1994年）
- アレキパ市の歴史地区 - （2000年）
- 神聖都市カラル＝スーペ - （2009年）
- アンデスの道路網カパック・ニャン - (2014年)
- チャンキーヨの天文考古学遺産群 - (2021年)

## 自然遺産
- ワスカラン国立公園 - （1985年）
- マヌー国立公園 - （1987年）

## 複合遺産
- マチュ・ピチュの歴史保護区 - （1983年）
- リオ・アビセオ国立公園 - （1990年）